# Медржик, Станислав
Станислав Медржик (словац. Stanislav Medřík; род. 4 апреля 1966 года, Нитра, Чехословакия) — чехословацкий и словацкий хоккеист, защитник. Чемпион Словакии 1994 года. Участник Олимпийских игр 1994 года в составе сборной Словакии.

## Биография
Станислав Медржик известен по выступлениям за тренчинскую «Дуклу». С «Дуклой» Медржик выиграл 4 медали чемпионата Чехословакии (серебро 1989 и 1990, бронза 1991 и 1993) и 2 медали Словацкой экстралиги (золото 1994 и серебро 1995).
В составе сборной Чехословакии был участником чемпионата мира 1991 года.
В составе сборной Словакии принимал участие на Олимпийских играх 1994 года и на чемпионатах мира 1994—1997 годов.
Помимо словацких клубов играл также в Чехии, Германии и Австрии. Завершил карьеру в 2002 году.

## Достижения
- Чемпион Словакии 1994
- Серебряный призёр чемпионата Европы среди юниоров 1984 и молодёжного чемпионата мира 1985
- Бронзовый призёр чемпионата Европы среди юниоров 1983